# Сельское поселение Сибирский
Се́льское поселе́ние Сибирский — муниципальное образование в Ханты-Мансийском районе Ханты-Мансийского автономного округа Российской Федерации.
Административный центр — посёлок Сибирский.

## История
Статус и границы сельского поселения установлены Законом Ханты-Мансийского автономного округа - Югры от 25 ноября 2004 года № 63-оз «О статусе и границах муниципальных образований Ханты-Мансийского автономного округа - Югры»

## Население
| 2010  | 2012  | 2013  | 2014  | 2015  | 2016  | 2017  |
| ----- | ----- | ----- | ----- | ----- | ----- | ----- |
| 1757  | ↗2091 | ↘1941 | ↘1858 | ↘1837 | ↗1945 | ↘1939 |
| 2018  | 2019  | 2020  | 2021  |       |       |       |
| ↗1940 | ↘1911 | ↘1881 | ↘1732 |       |       |       |

## Состав сельского поселения
| № | Населённый пункт | Тип населённого пункта          | Население |
| - | ---------------- | ------------------------------- | --------- |
| 1 | Батово           | село                            | 607       |
| 2 | Реполово         | село                            | 405       |
| 3 | Сибирский        | посёлок, административный центр | 745       |